# Cristella
Cristella är ett släkte av svampar. Cristella ingår i familjen Sebacinaceae, ordningen Sebacinales, klassen Agaricomycetes, divisionen basidiesvampar och riket svampar.
|           | Sebacina                                 |
|           |                                          |
|           | Ditangium                                |
|           |                                          |
|           | Tremellodendron                          |
|           |                                          |
|           | Efibulobasidium                          |
|           |                                          |
|           | Tremelloscypha                           |
|           |                                          |
| Cristella | \| \| Cristella submutabilis \| \| \| \| |
|           | \| \| Cristella submutabilis \| \| \| \| |
|           | Craterocolla                             |
|           |                                          |
|           | Tremellostereum                          |
|           |                                          |
|           | Cristella submutabilis                   |
|           |                                          |

|  | Cristella submutabilis |
|  |                        |